# مجمع‌الجزایر سنت پیتر و سنت پاول
مجمع‌الجزایر سنت پیتر و سنت پاول (پرتغالی: Arquipélago de São Pedro e São Paulo) مجموعه‌ای شامل ۱۵ جزیره خرد و سنگی است که در بخش استوایی اقیانوس اطلس مرکزی واقع شده است. این مجمع‌الجزایر در منطقه همگرایی درون‌گرمسیری اقیانوس اطلس قرار دارد که با ویژگی‌هایی مانند بادهای متناوب و رعد و برق‌های محلی شناخته می‌شود. این جزایر حدود ۹۴۰ کیلومتر با نزدیک‌ترین نقطه خاک اصلی آمریکای جنوبی (شمال‌شرقی شهر ساحلی توروس در برزیل) فاصله دارد و در فاصله ۶۲۵ کیلومتری شمال شرقی مجمع‌الجزایر فرناندو د نوروها، ۹۹۰ کیلومتری شهر ناتال و ۱٬۸۲۴ کیلومتری ساحل غربی آفریقا فاصله دارد. این مجمع‌الجزایر متعلق به برزیل بوده و از نظر تقسیمات کشوری بخشی از ناحیه ایالتی فرناندو د نوروها در ایالت پرنامبوکو است.
در سال ۱۹۸۶ این مجمع‌الجزایر به عنوان منطقه حفاظت‌شده زیست‌محیطی معرفی شد و اکنون بخشی از منطقه حفاظت‌شده زیست‌محیطی فرناندو د نوروها به‌شمار می‌رود. از سال ۱۹۹۸ نیروی دریایی برزیل یک پایگاه پژوهشی دائمی در این مجمع‌الجزایر برپا کرده‌است. فعالیت اقتصادی اصلی در این مجمع‌الجزایر صید ماهی تن است.